# Borzeń
Borzeń – wieś sołecka w Polsce położona w województwie mazowieckim, w powiecie płockim, w gminie Mała Wieś.
W latach 1975–1998 miejscowość administracyjnie należała do województwa płockiego.
W Borzeniu w 1788 urodził się Wincenty Hipolit Gawarecki.